# Morocco Mall Casablanca
Il Morocco Mall (in arabo مول المغرب‎?) è un grande centro commerciale situato presso la città di Casablanca, a 600 metri dall'oceano Atlantico. È stato aperto il 5 dicembre 2011.
Il centro commerciale, che occupa una superficie di 190 000 m², dispone di più di 200 negozi di marchi di lusso, un ipermercato, ristoranti, un acquario e il primo cinema IMAX del Marocco. Il Morocco Mall è il più grande centro commerciale del continente africano e tra i più grandi dei paesi arabi.

## Architettura

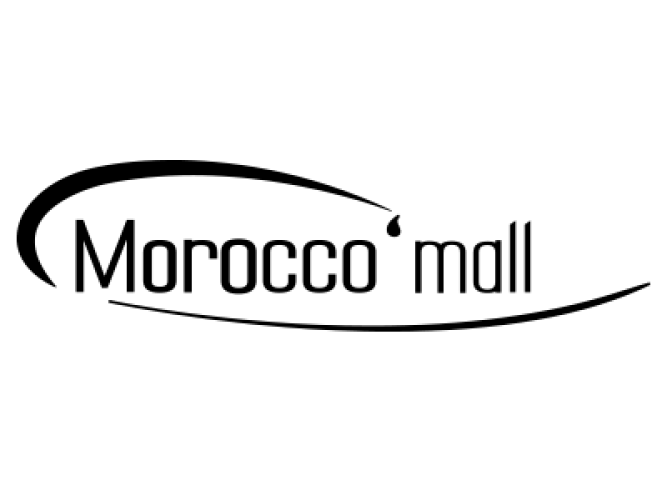
Logo del Morocco Mall

Morocco Mall è stato progettato da Davide Padoa di Design International. La società di architettura, specializzata nella progettazione di design per negozi e centri internazionali, ha sviluppato questo lavoro in collaborazione con Oger International e ha vinto il premio "Best Commercial Architecture" 2009 per il Morocco Mall agli International Property Awards.

## Aquadream

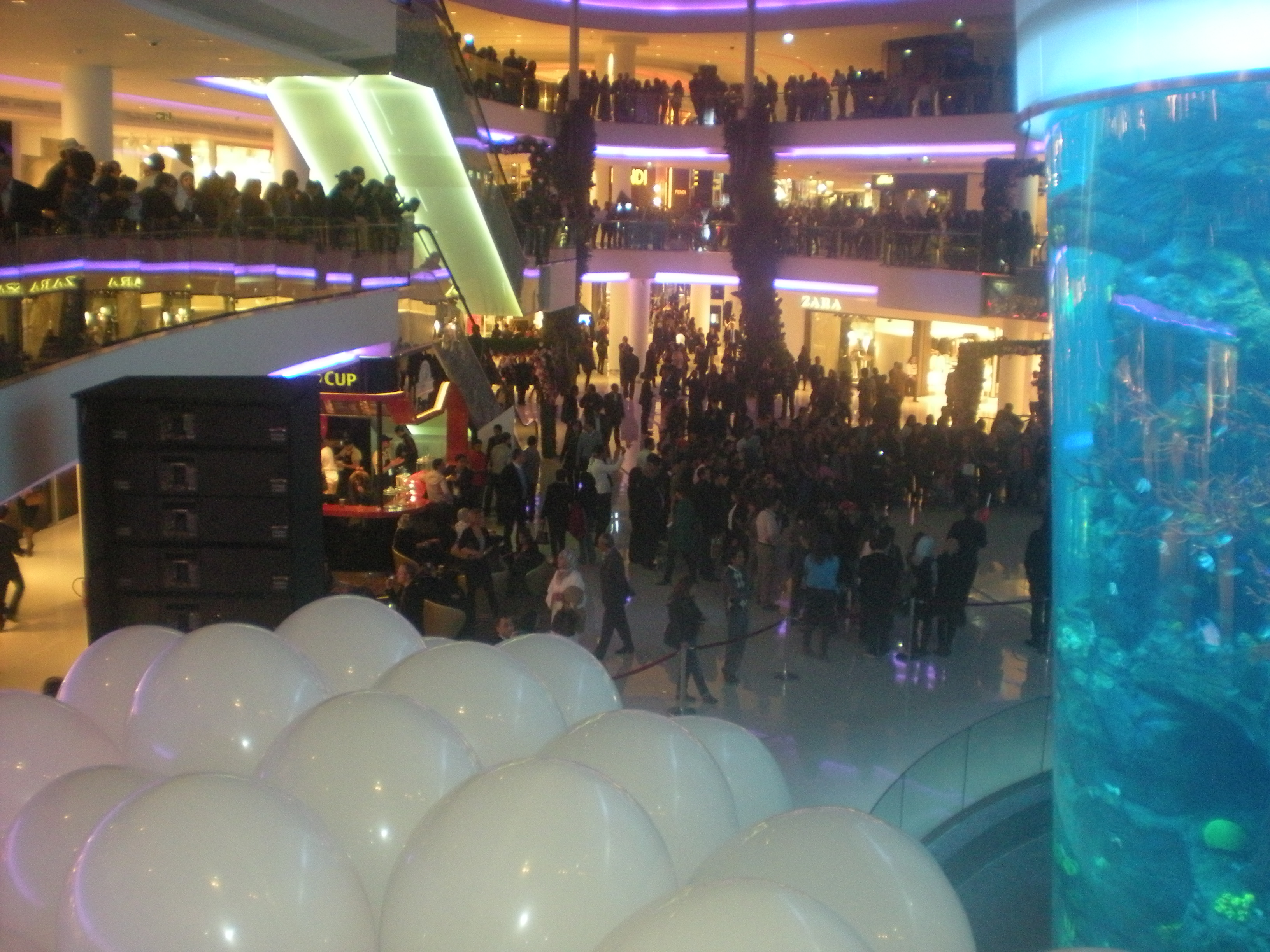
L'Aquadream all'interno del Morocco Mall

Il centro commerciale dispone di un enorme acquario da un milione di litri che contiene più di 40 specie diverse di pesci. L'acquario si chiama "Aquadream" ed è stato progettato e costruito dall'International Concept Management. I visitatori hanno la possibilità di fare un giro per il centro della vasca a forma di cilindro con una visione a 360° della vita marina. I visitatori possono anche fare immersioni con un istruttore professionista all'interno dell'acquario.